# Philip Alston
Philip G. Alston es un experto australiano en derecho internacional y profesional comprometido con los derechos humanos. Es profesor de derecho John Norton Pomeroy en la Facultad de Derecho de la Universidad de Nueva York, y copresidente del Centro de Derechos Humanos y Justicia Global de la escuela de derecho. En derecho de los derechos humanos, Alston ha ocupado diversos cargos de alto rango en la ONU durante más de dos décadas, incluido el de Relator Especial de Naciones Unidas sobre ejecuciones extrajudiciales, sumarias o arbitrarias, cargo que ocupó desde agosto de 2004 hasta julio de 2010. En 2014, pasó a desempeñarse como experto independiente, y fue designado para un cargo honorario no remunerado, de Relator Especial de la ONU sobre pobreza extrema y derechos humanos.

## Antecedentes
Alston se graduó de la Universidad de Melbourne con un LL.B. (Hons.) en 1972, y un LL.M. en 1976 de la Facultad de Derecho de la Universidad de California en Berkeley.
Su hermano, Richard Alston, fue ministro del gabinete federal de Australia, y alto comisionado australiano para el Reino Unido, .

## Carrera

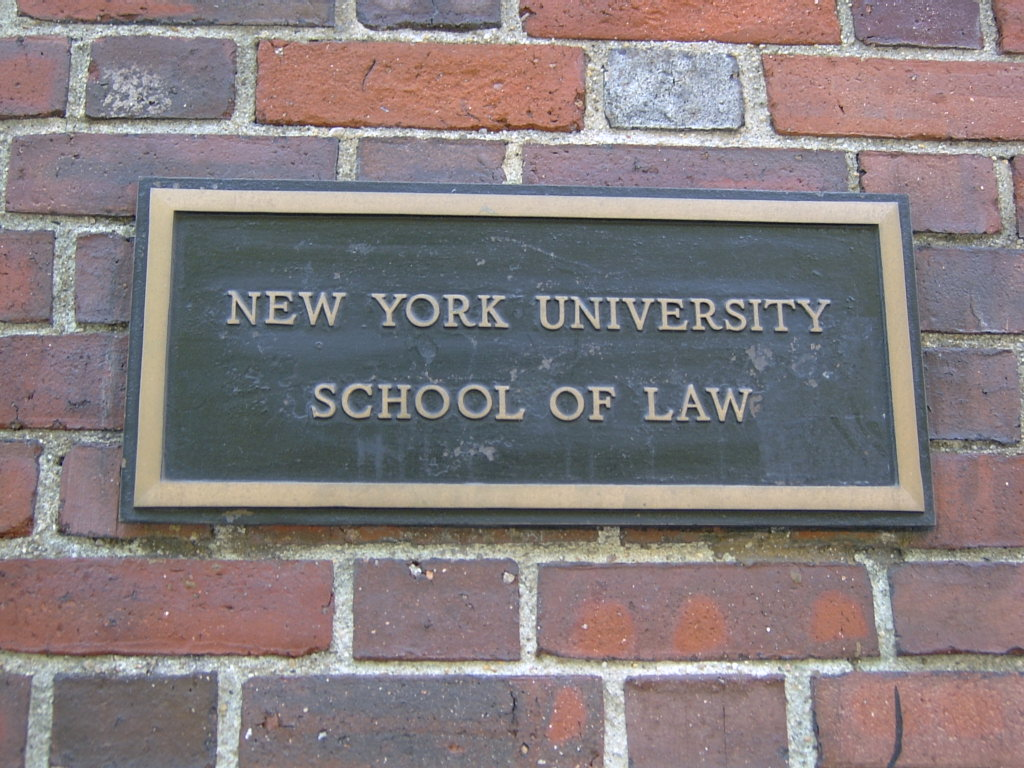
Alston ha desarrollado una extensa actividad académica en la Facultad de Derecho de la Universidad de Nueva York

Las primeras actividades académicas de Alston fueron en la Universidad Tufts (1985-89) y en la Facultad de Derecho de Harvard (1984-89). Alston era entonces profesor en la Universidad Nacional de Australia (1990-1995) y también director de su Centro de Derecho Internacional Público. Luego fue profesor en el Instituto Universitario Europeo (1996–2001), antes de trasladarse a la Facultad de Derecho de la Universidad de Nueva York, donde es profesor de derecho John Norton Pomeroy, y copresidente del Centro de Derechos Humanos y Justicia Global de esa escuela de derecho. Se convirtió en instructor de la facultad en el NYU Law Institute for Executive Education, lanzado en 2015.

## Caso Colombia
Alston desarrolló una extensa investigación sobre las ejecuciones realizadas por personal de las fuerzas armadas colombianas,  y otros actores, caso conocido como falsos positivos, el cual declaró como un fenómeno sistémico con una impunidad superior al 98,5%, lo cual constató como Relator Especial de Naciones Unidas:
| Mis investigaciones encontraron que miembros de las fuerzas de seguridad de Colombia perpetraron un número significativo de ejecuciones extrajudiciales en un patrón que se fue repitiendo a lo largo del país... Aunque estos asesinatos no fueron cometidos como parte de una política oficial, encontré muchas unidades militares comprometidas con los llamados «falsos positivos», en los cuales las víctimas eran asesinadas por militares, a menudo por beneficio o ganancia personal de los soldados... Generalmente las víctimas fueron atraídas bajo falsas promesas por un reclutador hasta una zona remota donde eran asesinadas por soldados, que informaban luego que había muerto en combate y manipulaban la escena del crimen. |

## ONU

Bandera de las Naciones Unidas

En derecho de los derechos humanos, Alston ha ocupado una serie de altos cargos de la ONU durante más de dos décadas. De 1987 a 1991 fue el primer relator del Comité de Derechos Económicos, Sociales y Culturales de la ONU; Luego presidió el Comité de 1991 a 1998.
En la Conferencia Mundial de Derechos Humanos de 1993 fue elegido para presidir la primera reunión de los presidentes y miembros de todos los tribunales y comités internacionales de derechos humanos, incluido el Tribunal Europeo de Derechos Humanos, el Tribunal Interamericano de Derechos Humanos, el Comité Africano Comisión de Derechos Humanos y de los Pueblos, y el Comité de Derechos Humanos de la ONU.
Fue nombrado por el Secretario General de las Naciones Unidas en 1988 para sugerir reformas para hacer que el sistema de vigilancia de los tratados de derechos humanos de Naciones Unidas sea más efectivo. Sus principales informes en 1989, 1993 y 1997 dieron impulso a los continuos esfuerzos de la Oficina del Alto Comisionado de las Naciones Unidas para los Derechos Humanos y el Consejo de Derechos Humanos de las Naciones Unidas para racionalizar y mejorar el dificultoso sistema de monitoreo.
Sus otros nombramientos en las Naciones Unidas incluyen el Asesor Especial del Alto Comisionado de las Naciones Unidas para los Derechos Humanos sobre los Objetivos de Desarrollo del Milenio. Fue nombrado para ese puesto por Sergio Vieira de Mello, y ha continuado asesorando a los siguientes altos comisionados, incluidos Louise Arbor y Navanethem Pillay.

## UNICEF
Ha estado activamente implicado en el campo de los derechos de los niños y el asesor legal a UNICEF durante el periodo del redactando de la Convención de ONU en los Derechos del Niño.  Participó en la delegación de UNICEF a las sesiones de redacción de la Convención y continuó aconsejando a UNICEF durante varios años, después de la adopción de la Convenciónen 1989, especialmente en relación con la promoción de la ratificación de la Convención por países de todo el mundo.  Publicó dos estudios para UNICEF sobre los derechos de los niños. El primero, El interés superior del niño: reconciliando cultura y derechos humanos (1994), y el segundo, con John Tobin, Sentando las bases para los derechos del niño, publicado en 2005 por UNICEF.

## Relator especial
En ejecuciones extrajudiciales, sumarias o arbitrarias

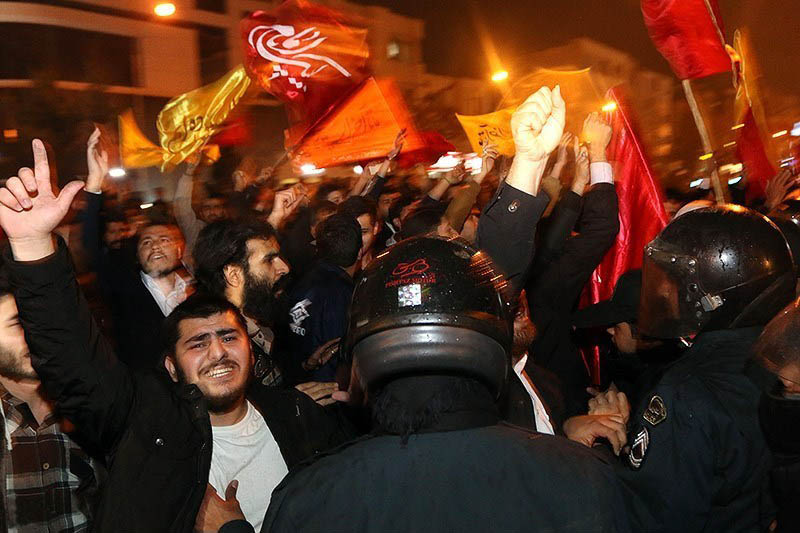
La población civil como víctima de violaciones de derechos humanos

Desde agosto de 2004 hasta julio de 2010 fue Relator Especial de las Naciones Unidas sobre ejecuciones extrajudiciales, sumarias o arbitrarias. En esa capacidad, informó al Consejo de Derechos Humanos de la ONU y a la Asamblea General. Como Relator Especial, Alston visitó Nigeria, Sri Lanka, Filipinas, Guatemala, Líbano, Israel, República Centroafricana, Brasil, Afganistán, Estados Unidos, Kenia, Ecuador y Colombia, y emitió un informe en cada caso al gobierno pertinente. y a las Naciones Unidas.
Los informes de Alston a la ONU relacionados con ejecuciones extrajudiciales también abordaron cuestiones temáticas amplias, que surgieron en muchos países, como brujería y asesinatos a manos de vigilantes, comisiones de investigación a nivel nacional que se ocupan de asesinatos ilegales, el problema de los prisioneros que dirigen cárceles, la importancia de los programas de protección de testigos, el problema de represalias gubernamentales contra individuos o grupos que han cooperado con una investigación de derechos humanos de la ONU, la necesidad de regular el uso de la fuerza letal por parte de agentes de la ley, las políticas de disparar a matar, la relación entre las leyes de derechos humanos y el derecho internacional humanitario, los asesinatos por compasión en tiempos de conflicto armado y la necesidad de compatibilizar los sistemas de justicia militar con los derechos humanos. Con respecto a la pena de muerte, los informes de Alston discutieron la necesidad de transparencia, la inaceptabilidad de la pena de muerte obligatoria según el derecho internacional, la definición de los "crímenes más graves" por los que se puede imponer la pena de muerte, el derecho a pedir perdón o la conmutación de una sentencia de muerte y la pena de muerte juvenil.

Sobre extrema pobreza y derechos humanos

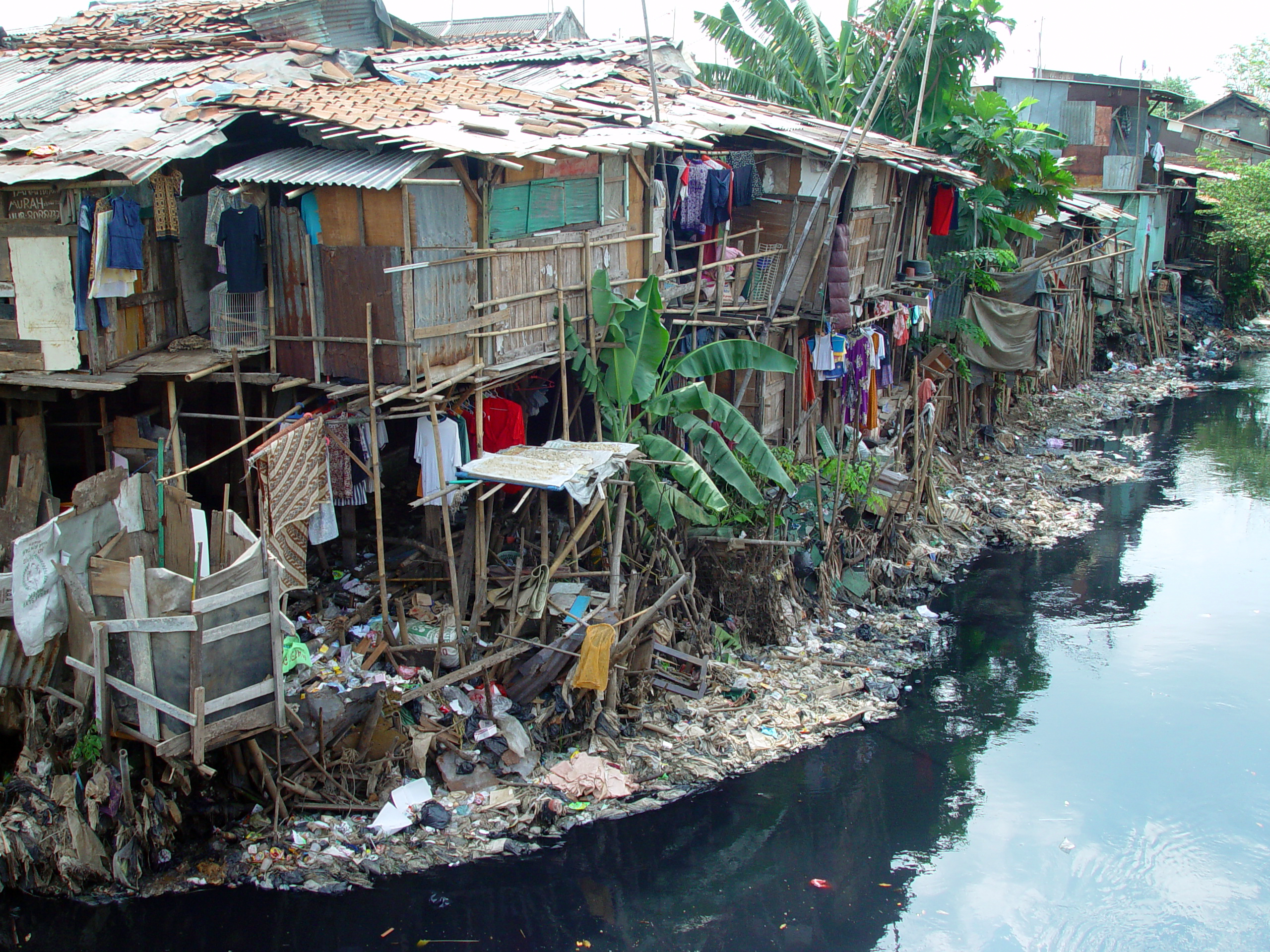
Vivienda de familias en pobreza extrema (Yakarta, Indonesia)

En 2014, Alston fue nombrado Relator Especial de la ONU sobre pobreza extrema y derechos humanos. En 1998, el OHCHR estableció el mandato sobre la pobreza extrema. En junio de 2006, el Consejo de Derechos Humanos asumió su mandato. Sus objetivos incluyen proporcionar "mayor importancia a la difícil situación de las personas que viven en pobreza extrema y destacar las consecuencias para los derechos humanos de la negligencia sistemática a la que están sometidos con demasiada frecuencia".
En mayo de 2015, Alston presentó su primer informe al Consejo de Derechos Humanos en su calidad de Relator Especial sobre pobreza extrema y derechos humanos. En él, se centró en la "relación entre la pobreza extrema y la desigualdad extrema y argumenta que un marco de derechos humanos es crítico para abordar la desigualdad extrema". Proporcionó "una visión general de las crecientes desigualdades económicas y sociales en todo el mundo; ilustra cómo tales desigualdades sofocan la igualdad de oportunidades, conducen a leyes, reglamentos e instituciones que favorecen a los poderosos y perpetúan la discriminación contra ciertos grupos, como las mujeres; y discute más a fondo los efectos negativos de las desigualdades económicas en una gama de derechos civiles, políticos, económicos, sociales y culturales. También propuso una agenda para el futuro para abordar la desigualdad, que incluye: comprometerse a reducir la desigualdad extrema; dar economía, social y cultural derechos con el mismo protagonismo y prioridad que los derechos civiles y políticos; reconocer el derecho a la protección social; implementar políticas fiscales específicamente dirigidas a reducir la desigualdad; revitalizar y dar sustancia al derecho a la igualdad; y poner las cuestiones de la redistribución de recursos en el centro de los debates sobre derechos humanos".
A fines de octubre de 2016, Alston lanzó un mordaz informe ante la Asamblea General de la ONU, denunciando que la ONU no quería responsabilizarse por el devastador brote de cólera de Haití en 2010, el cual calificó como una "desgracia". La "bacteria mortal del cólera" fue importada a Haití en 2010 por las fuerzas de paz infectadas de la ONU "que fueron reubicadas desde Nepal", sin ser antes "examinadas para detectar la enfermedad". Los exámenes médicos sólo habrían costado "tan poco como $ 2.000 dólares". El informe criticó el consejo "imperfecto e infundado" dado por la Oficina de Asuntos Jurídicos (OLA) de la ONU, a la que él culpa por evitar que la ONU acepte su responsabilidad en el brote. Según Alston, "la negación explícita e incondicional de la ONU de cualquier otra cosa que no sea una responsabilidad moral, es una vergüenza. Si las Naciones Unidas se niegan rotundamente a responsabilizarse por sus propias violaciones de los derechos humanos, se burlan de sus esfuerzos para obligar a los gobiernos a respetarlos" Alston dijo que la ONU parecía haber sido presionada por Estados Unidos, el "principal contribuyente al presupuesto de mantenimiento de la paz de la ONU", para "adoptar la posición frecuentemente adoptada por los abogados en EE.UU. de que la responsabilidad nunca debe ser aceptada voluntariamente, ya que podría complicar el futuro litigio". Alston explicó que "esta justificación es completamente inaplicable a la ONU", que a diferencia del sistema de justicia de Estados Unidos, "goza de inmunidad absoluta en los tribunales nacionales y cuya reputación depende, casi por completo, de ser vista actuar con integridad". Alston expresó su preocupación de que el "paquete financiero de $ 400 millones que está preparando la ONU" podría enfrentar obstáculos financieros. "Si niegas la responsabilidad, es mucho más difícil recaudar dinero, movilizar recursos, porque se convierte en otro problema general de desarrollo... Y creo que la ONU ha exacerbado el problema de manera significativa a través de sus negaciones durante muchos años". En sus declaraciones de apertura y cierre, Alston hizo un llamado a grupos de defensa como el Instituto para la Justicia y la Democracia en Haití (IJDH) con sede en Boston y la Oficina de Abogados Internacionales [Bureau des Avocats Internationaux en francés] (BAI) con sede en Haití para continuar con su trabajo y mantener presión sobre los Estados miembro de la ONU.

### Pobreza en EE.UU.

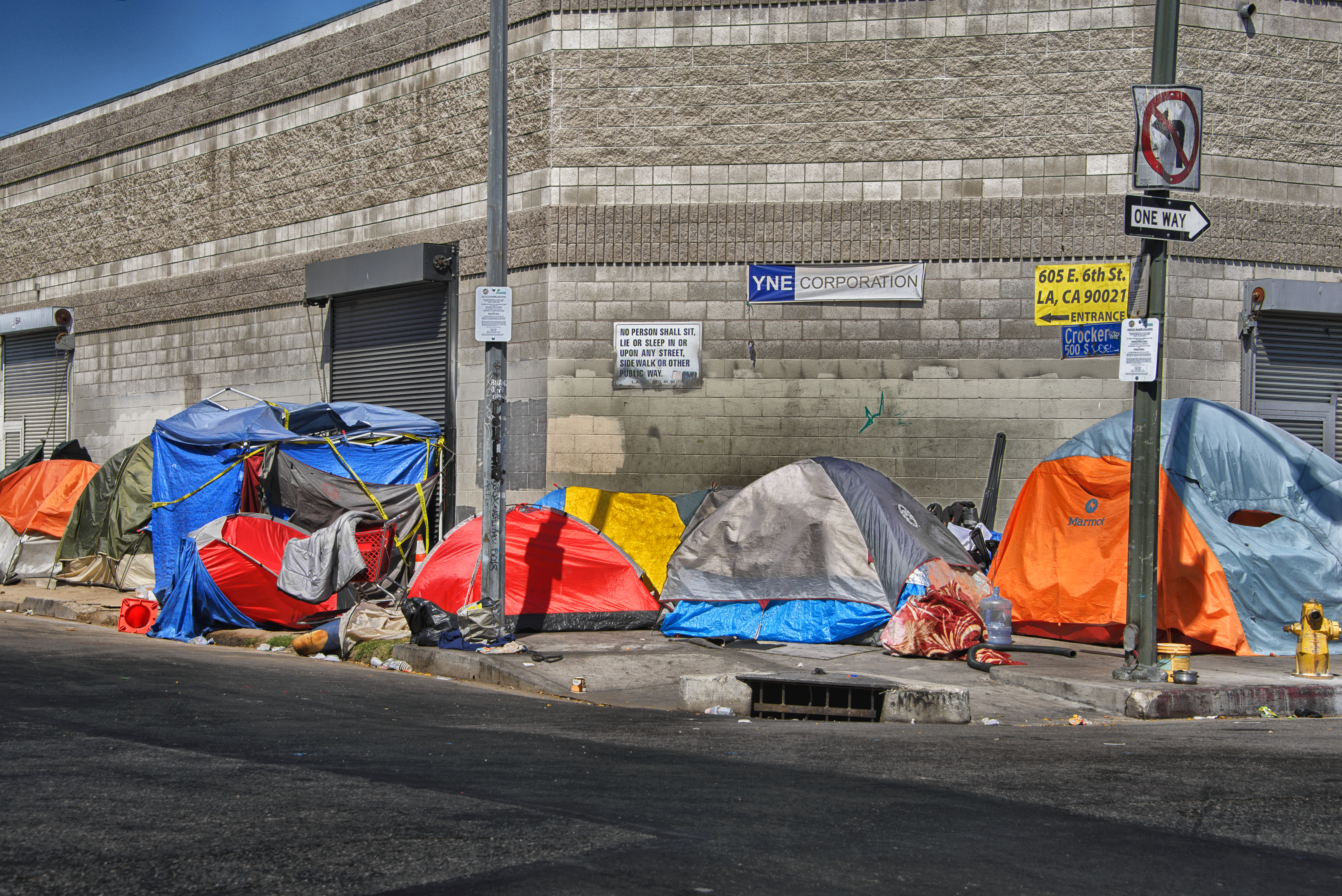
Gente sin hogar viviendo en carpas (Los Ángeles, California)

En 2017, las Naciones Unidas emprendieron una investigación sobre los efectos de la pobreza sistémica en los Estados Unidos. En una declaración del 29 de noviembre de 2017 de la Oficina del Alto Comisionado de las Naciones Unidas para los Derechos Humanos (OHCHR), Alston observó: "Algunos podrían preguntarse por qué un Relator Especial de la ONU sobre pobreza extrema y derechos humanos visitaría un país tan rico como Estados Unidos". A pesar de la gran riqueza en EE. UU., también existe una gran pobreza y desigualdad... [Alston] se enfoca en cómo la pobreza afecta los derechos civiles y políticos de las personas que viven dentro de los Estados Unidos, dado el énfasis constante del gobierno de Estados Unidos en la importancia que otorga a estos derechos en su política exterior ... [Investigará] el "sistema de justicia penal, el bienestar y la atención médica, las barreras a la participación política, la falta de vivienda y los derechos sociales básicos, como el derecho a la protección social, la vivienda, el agua y el saneamiento. "En noviembre de 2017, la American Society of Tropical Medicine and Hygiene o Sociedad Estadounidense de Medicina Tropical e Higiene (ASTMH) publicó un informe sobre un brote de anquilostoma en Alabama, que es una enfermedad de extrema pobreza. El anquilostoma, un parásito tropical intestinal endémico, aparece como una enfermedad tropical desatendida. Se pensaba que se había "erradicado lentamente" en los Estados Unidos, a partir de la década de 1930: se encuentra en áreas que tienen "[i] servicios de salud pública inadecuados y una falta general de conocimiento básico de los ciudadanos sobre salud e higiene. "y refleja un" sistema de educación pública débil". La investigación de la ONU incluye áreas en California, Alabama, Georgia, Puerto Rico, Washington D. C. y Virginia Occidental. En diciembre de 2017, Alston informó que en "una comunidad en el condado de Butler, Alabama, encontró que las aguas residuales crudas fluían" de los hogares a través de tuberías de PVC expuestas y hacia fosas y pozos abiertos. "Alston le dio un recorrido por asentamiento irregular de viviendas, el Skid Row de General Dogon, "50 manzanas de humillación humana concentrada", enmedio del centro de Los Ángeles. Según The Guardian, hubo un aumento en el costo de la vivienda luego del "auge tecnológico del 0.001%". A principios de la década de 2010, Google, Microsoft, Facebook , YouTube y las startups Hulu, Demand Media, Snapchat abrieron oficinas en los vecindarios de Los Ángeles, Santa Mónica Venecia y el boom tecnológico de Playa del Rey con un 0.001%, Los Ángeles tiene la mayor población de personas sin hogar en los EE. UU. Para diciembre de 2017, sus números aumentaron un 25% hasta 55.000.: 35–6 

### Pobreza en Reino Unido

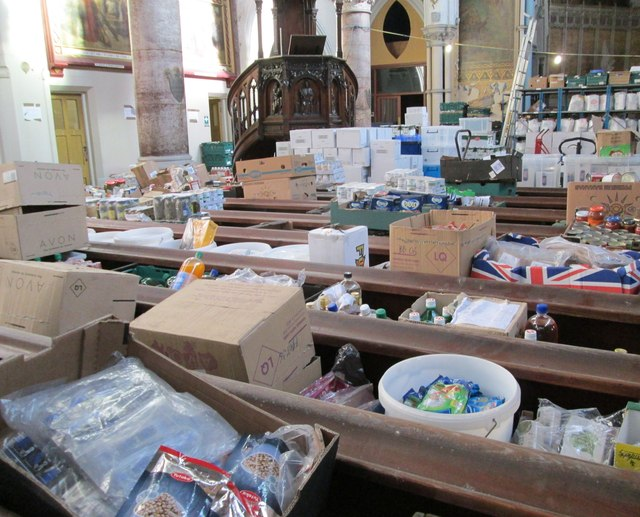
Banco de alimentos funcionando en una iglesia católica (Reino Unido)

En otoño de 2018, Alston realizó una gira de investigación de dos semanas por Reino Unido, donde se reunió con personas que viven en la pobreza, habló con trabajadores de primera línea de la sociedad civil, entrenadores laborales y gobiernos locales, delegados y funcionarios del gobierno de Reino Unido", y visitó organizaciones comunitarias, viviendas sociales, un centro de empleo, un banco de alimentos, un centro de asesoramiento, una biblioteca y una escuela primaria". Se reunió con políticos de todos los principales partidos políticos, ministros del gobierno central y galés y el primer ministro de Escocia. En una declaración emitida el 16 de noviembre, dijo que para casi la mitad de los niños de la nación que son pobres hoy en día "no es solo una desgracia, sino una calamidad social y un desastre económico, todo en uno", el enfoque del gobierno sobre la pobreza no está guiado por criterios económicos, sino por "un compromiso por lograr una reingeniería social radical", y el gobierno debería adoptar políticas que aseguren que los pobres deberían adoptar políticas que garanticen que los pobres no tengan que asumir la mayor parte de la carga financiera emanada de la decisión del Brexit tomada por la nación.
Alston dijo que el gobierno del Reino Unido causó "gran miseria" con medidas de austeridad "punitivas, mezquinas y a menudo insensibles", y aproximadamente 14 millones de personas, una de cada cinco personas del Reino Unido, viven en la pobreza y 1,5 millones son indigentes, no pueden pagar elementos básicos. Citó estadísticas del Institute for Fiscal Studies (Instituto de estudios fiscales) y la Joseph Rowntree Foundation (Fundación Joseph Rowntree), y señaló particularmente las predicciones de que la pobreza infantil podría aumentar en un 7% entre 2015 y 2022, posiblemente llegando al 40%. Dijo: "Es evidentemente injusto y contrario a los valores británicos que tantas personas vivan en la pobreza", y agregó que la compasión se había rendido durante casi una década de austeridad tan severa que las partes claves del contrato social de la posguerra, y que los trabajos de William Beveridge de hace más de 70 años se habían perdido. Alston visitó pueblos y ciudades como Londres, Oxford, Cardiff, Newcastle, Glasgow y Belfast, y luego dijo "obvio para cualquiera que abra los ojos ver el inmenso crecimiento en los bancos de alimentos y las colas de personas que esperan fuera de ellos, la gente durmiendo al aire" en las calles, el crecimiento de las personas sin hogar, la sensación de profunda desesperación que lleva incluso al gobierno a nombrar un ministro para la prevención del suicidio y la sociedad civil informando en profundidad sobre los niveles inauditos de soledad y aislamiento". Un portavoz del gobierno declaró que los ingresos promedio de los hogares estaban en un nivel récord, la desigualdad de ingresos había disminuido y que el crédito universal, que Alston atacó como "orwelliano" y "que caía rápidamente en el descrédito universal", estaba impulsando a las personas a trabajar más rápido.

### Otros
Alston también dirigió un proyecto financiado por la Comisión Europea, que resultó en la publicación de una Agenda de Derechos Humanos para la Unión Europea para el año 2000 y un volumen de ensayos de 1999 (The European Union and Human Rights - La Unión Europea y los derechos humanos). Muchas de sus recomendaciones fueron implementadas posteriormente por la Comisión Europea y el Consejo Europeo. También es uno de los 29 signatarios de los Principios de Yogyakarta.

## Publicaciones

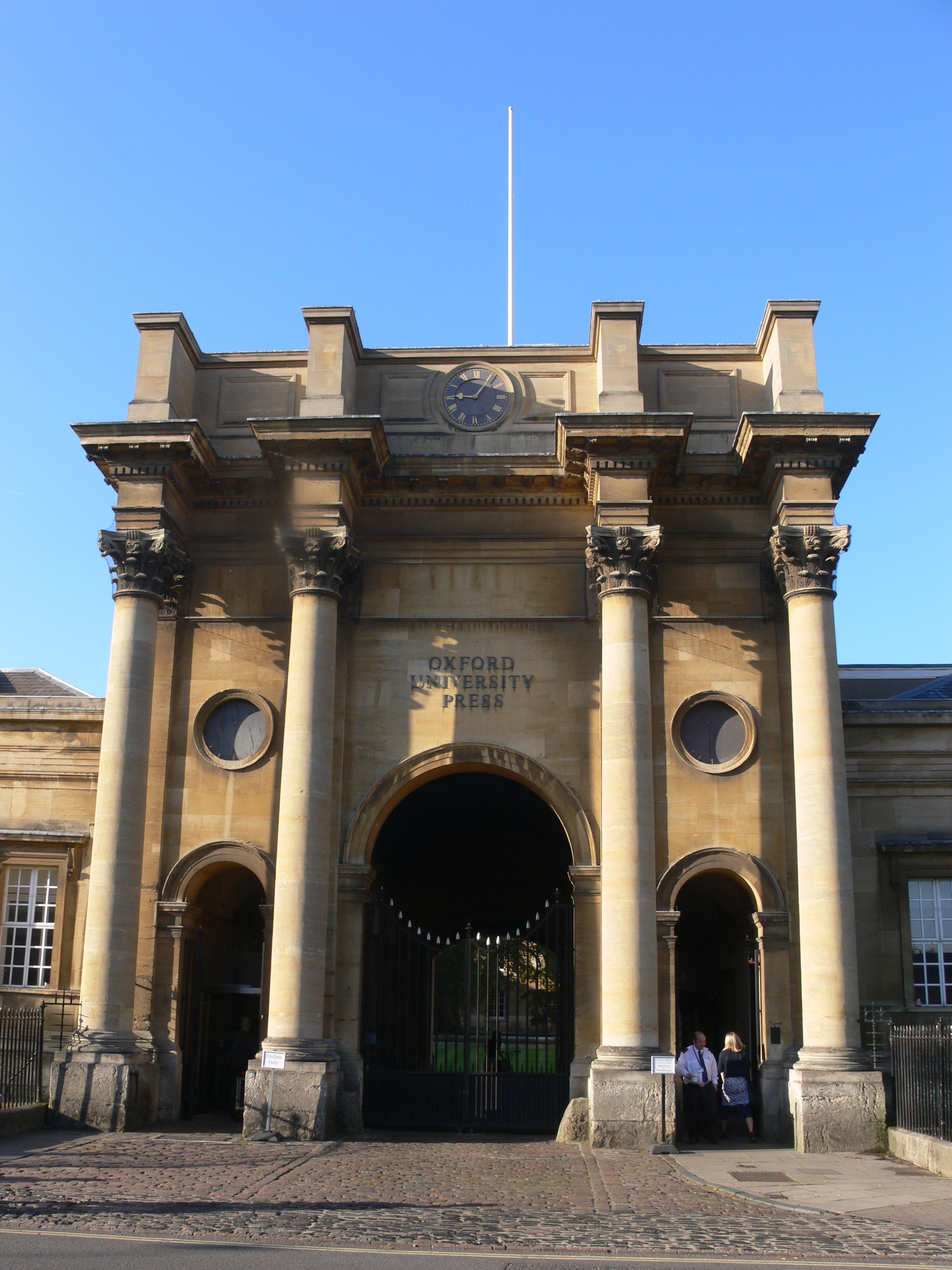
Editorial Oxford University Press

Alston ha escrito sobre temas como los derechos económicos, sociales y culturales, las instituciones y procedimientos de las Naciones Unidas, los derechos laborales, el papel de los actores no estatales en relación con los derechos humanos, las declaraciones comparativas de derechos, el uso de la fuerza y los derechos humanos y políticas de desarrollo. También es uno de los autores de un libro de texto titulado International Human Rights in Context, Law, Politics, Morals (Derechos humanos internacionales en contexto, derecho, política, moral) , publicado por Oxford University Press. Una tercera edición se publicó en 2007.
En un artículo de 2017 en el Journal of Human Rights Practice, ante el auge del populismo, Alston pidió una reformulación de los "derechos económicos y sociales como derechos humanos en lugar de como objetivos de bienestar o desarrollo". También pidió a los académicos, aquellos que son anti y pro derechos humanos, que presten atención a las "consecuencias involuntarias de su beca".